# Valle del Retortillo
Valle del Retortillo – gmina w Hiszpanii, w prowincji Palencia, w Kastylii i León, o powierzchni 62,75 km². W 2011 roku gmina liczyła 191 mieszkańców.